# Hiroki Nishimura
Pour les articles homonymes, voir Nishimura.
Hiroki Nishimura (西村 大輝, Nishimura Hiroki), né le 20 octobre 1994 à Tokyo, est un coureur cycliste japonais, devenu ensuite directeur sportif.

## Biographie
En mai 2019, il participe au Tour d'Italie. Cependant, il arrive hors délais dès la première étape, un contre-la-montre vallonné, et doit donc quitter prématurément la course.

## Palmarès et résultats

### Palmarès par année
- 2011
  -  Champion du Japon sur route juniors
- 2012
  -  Champion d'Asie sur route juniors
  -  Champion du Japon du contre-la-montre juniors
  -  Médaillé d'argent du championnat d'Asie du contre-la-montre juniors
  - 2e du championnat du Japon sur route juniors
- 2013
  - 2e du championnat du Japon sur route espoirs

### Résultats sur les grands tours

#### Tour d'Italie
1 participation 
- 2019 : hors délais (1re étape)

### Classements mondiaux
| Année         | 2017 |
| ------------- | ---- |
| UCI Asia Tour | 247e |